# Kongens Have
Kongens Have (Nederlands: Koningstuin), ook wel de Rosenborg Kasteeltuinen genoemd, is Kopenhagens oudste en meest bezochte stadspark met zo'n 2,5 miljoen bezoekers per jaar. Het wordt gescheiden van een autoweg door de Botanisk Have, de botanische tuin van de Universiteit van Kopenhagen.

## Geschiedenis
In 1606 verwierf Christian IV een stuk land net buiten de stadswallen van Kopenhagen om er een lusthof in Franse renaissancestijl te vestigen. Het relatief kleine paviljoen dat er stond heeft zich in de loop der tijd uitgebreid tot het huidige Rosenborg, een naam die het in 1624 kreeg. In 1634, het jaar waarin Rosenborg zijn huidige vorm kreeg, vergeleek Charles Ogier, destijds secretaris van de Franse ambassadeur in Denemarken, de lusthof met de Tuilerieën in Parijs.
In de eerste helft van de 18e eeuw werd de tuin heringericht door Johan Cornelius Krieger die het zijn huidige barokstijl van Franse tuin gaf.

## Bezienswaardigheden
In het park zijn verschillende grotere en kleinere gebouwen, waaronder een zestien kleine poortgebouwen, en vele standbeelden en andere sculpturen te vinden.

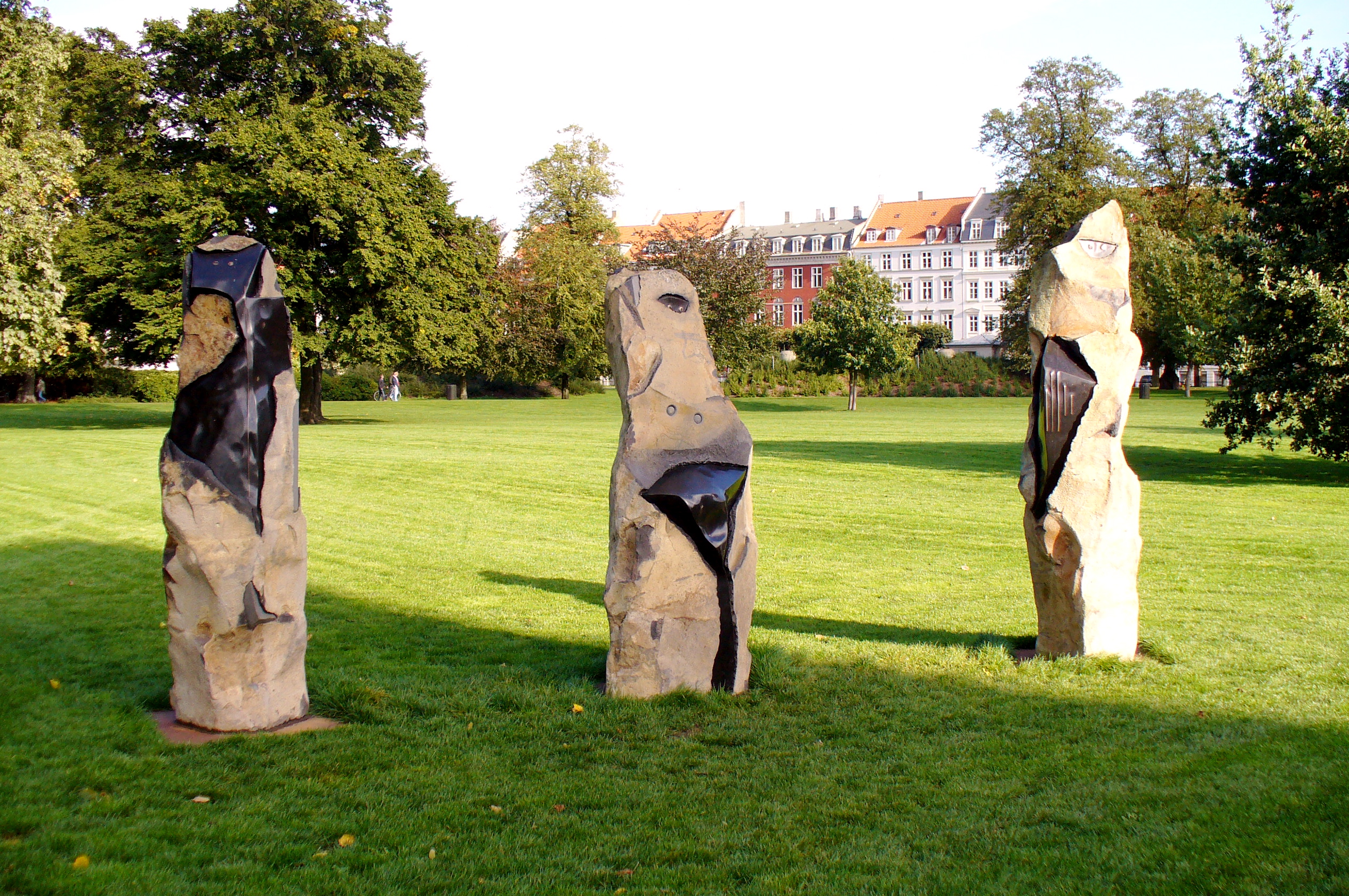
Beelden
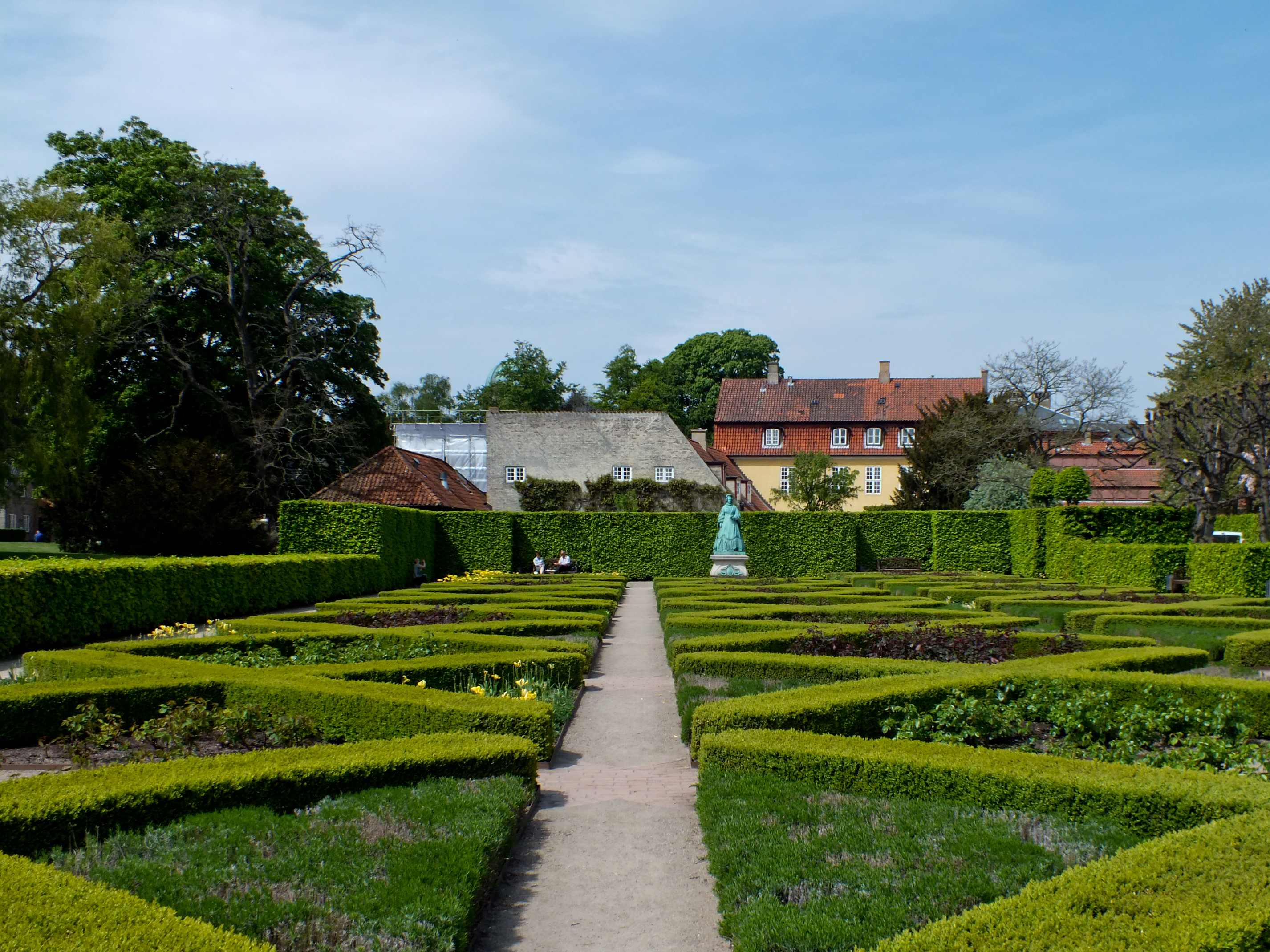
Rozentuin
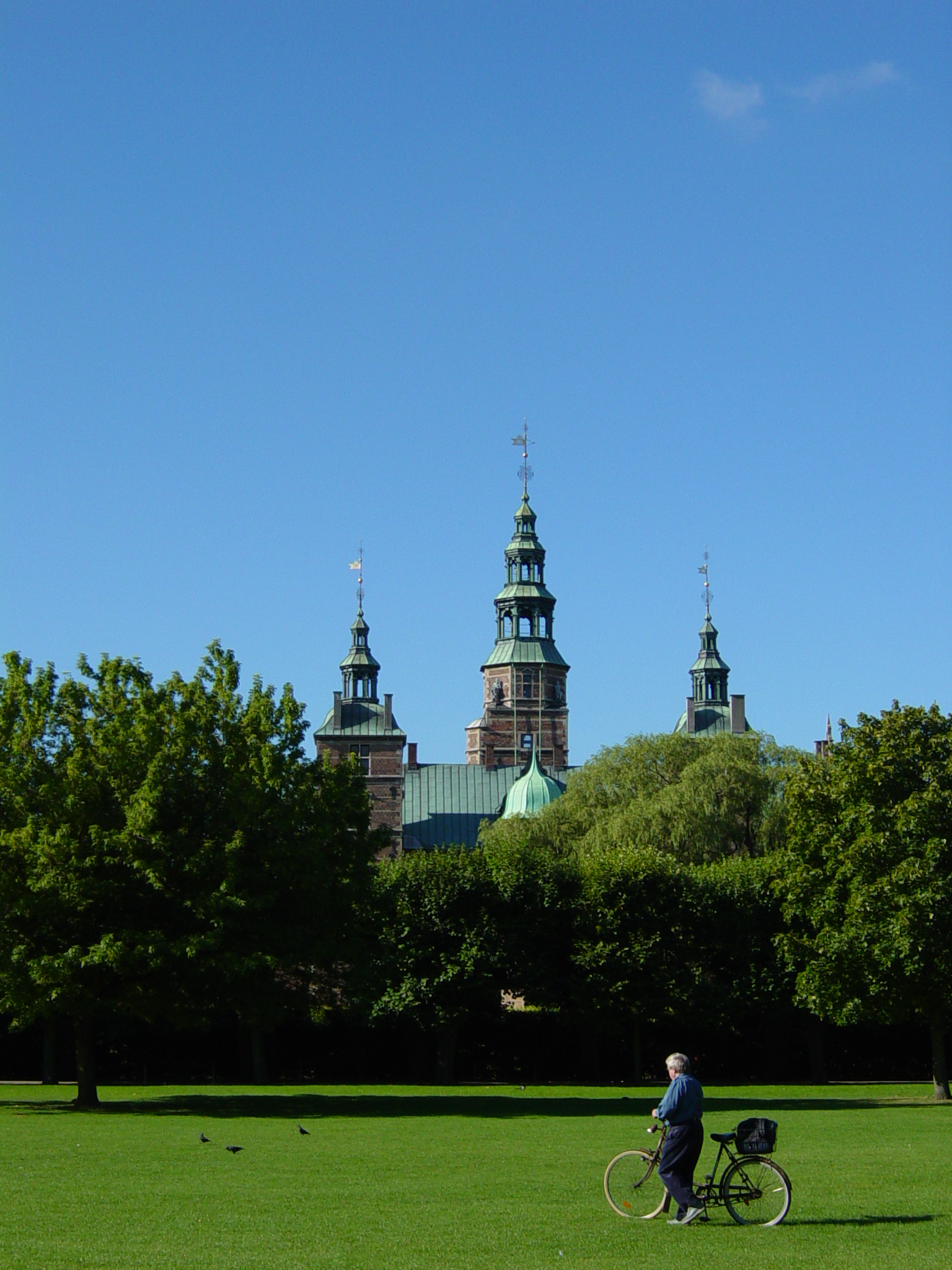
Rosenborg gezien vanuit Kongens Have
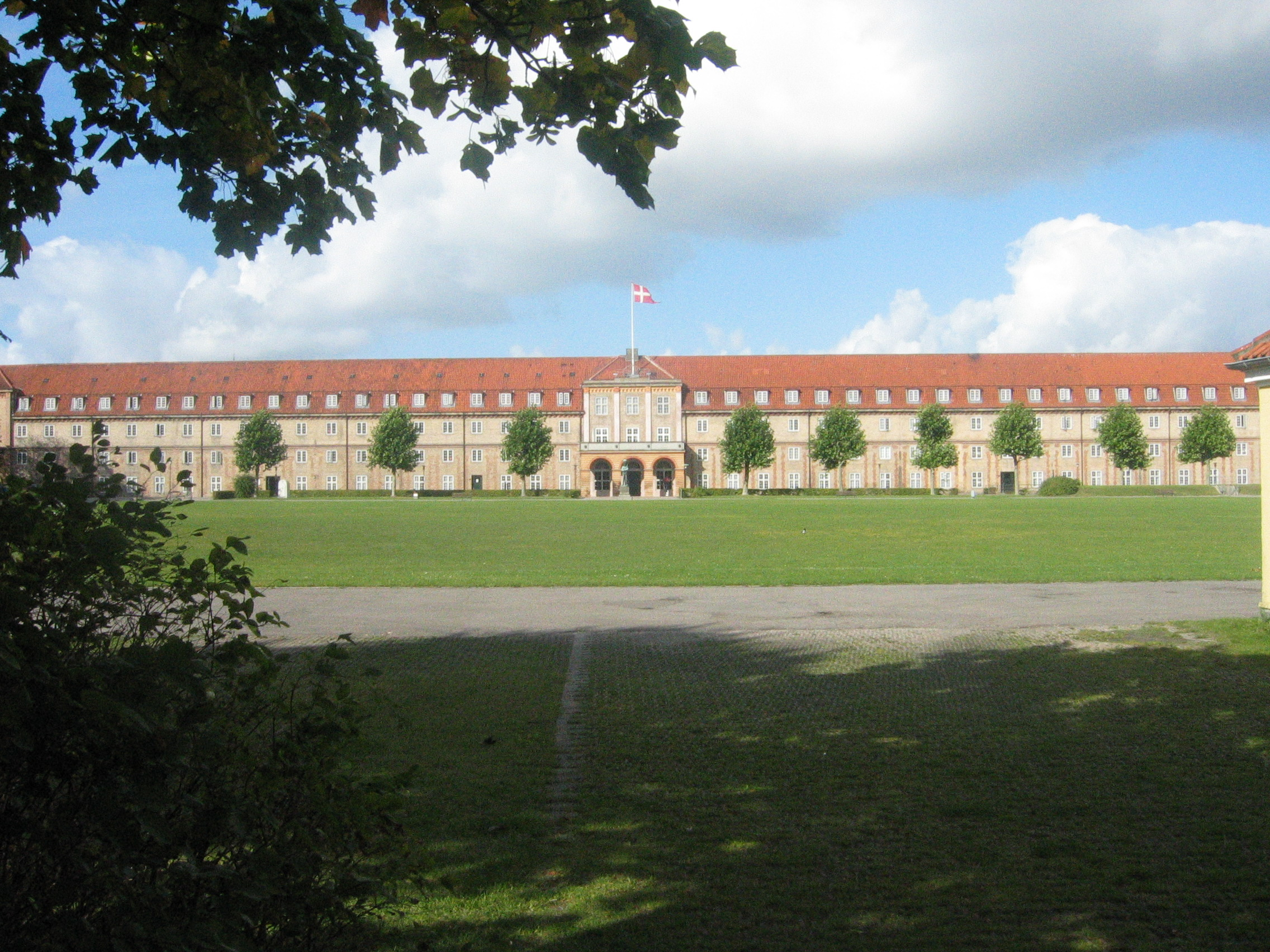
Rosenborgbarakken
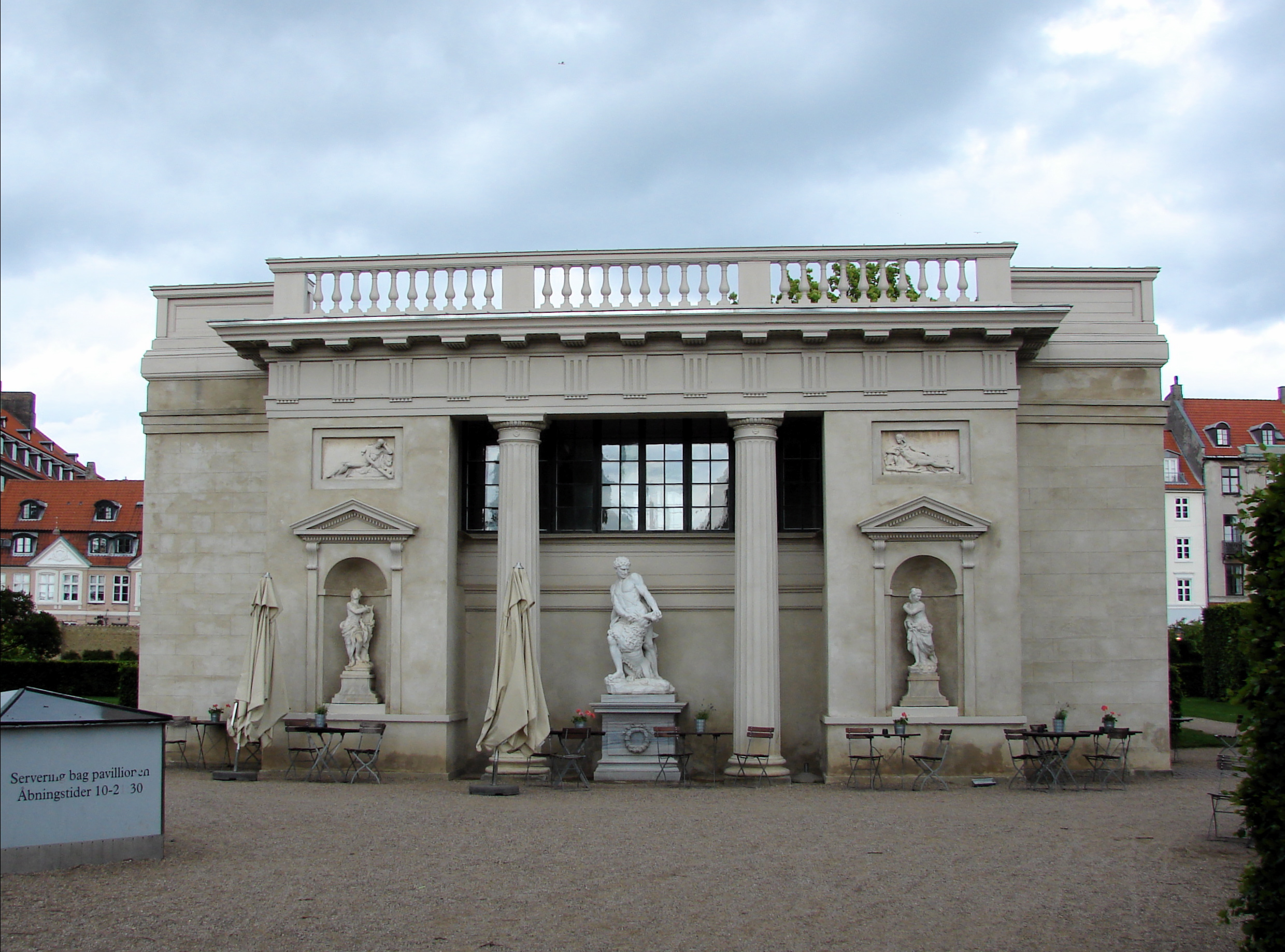
Herkulespavillonen met drie beelden
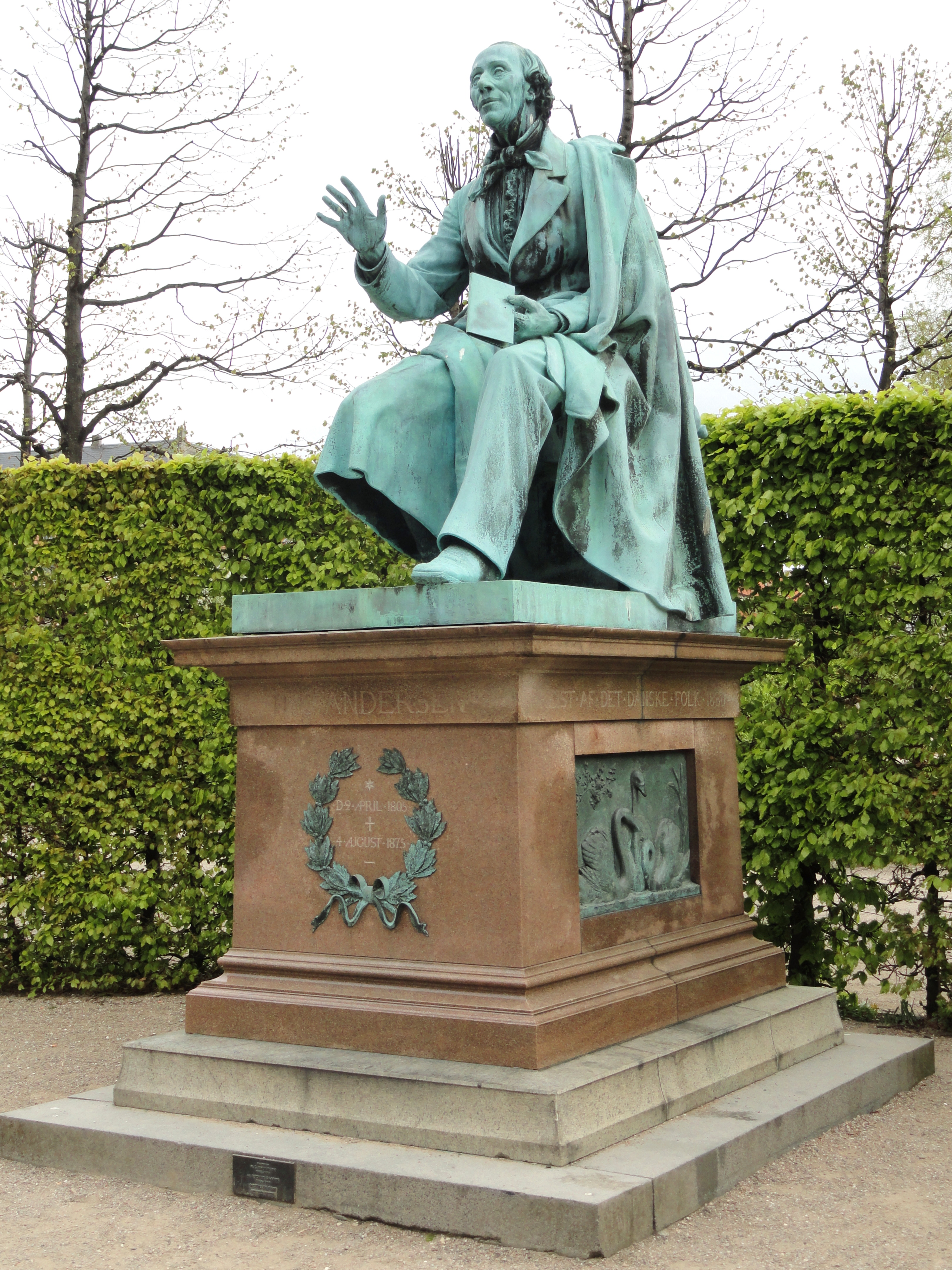
Standbeeld van H.C. Andersen

### Slot Rosenborg
Het kasteel Rosenborg (Deens: Rosenborg Slot), een van de vele bouwprojecten van Christiaan IV van Denemarken, was oorspronkelijk bedoeld als een landelijk zomerhuis in 1606, en werd tot 1707 gebruikt als koninklijke residentie.
In 1838 werd het kasteel geopend als een museum, waarin Kongernes Samling (de Collectie van de Koningen) met onder meer de kroonjuwelen van het Deens Koningshuis, aan het publiek wordt getoond.

### Rosenborgbarakken
De Rosenborgbarakken (Livgardens Kaserne ved Rosenborg, de kazerne van de koninklijke lijfwacht) zijn achter in het park gevestigd, op de hoek van de Gothersgade en Øster Voldgade. De (oorspronkelijk drie) gebouwen waren ontworpen door Lambert van Haven, die ook de Vor Frelsers Kirke heeft ontworpen. In 1709 werden de gebouwen samengevoegd tot één gebouw en in 1743 kregen ze net als de rest van het park hun huidige barokstijl.

### Herculespaviljoen
Het Herculespaviljoen (Herkulespavillonen) staat aan het einde van de Kavalergang. Het ontleent zijn naam aan het standbeeld van Hercules, dat geflankeerd wordt door de standbeelden van Orpheus en Eurydice. Alle drie zijn gemaakt door de Italiaanse beeldhouwer Giovanni Baratta en zijn door koning Frederik IV aan het park toegevoegd na een bezoek aan Italië.

### Standbeelden
In Kongens Have staan meer standbeelden, waaronder dat van Hans Christian Andersen door August Saabye.